# Mortes-payes
Les mortes-payes ou troupes de petite-paye sont les troupes de garnison relevant du roi de France, créées en même temps et sur le modèle des compagnies d’ordonnance, chargées d’assurer la défense des places fortes lui appartenant, à partir du milieu du XVe siècle.

## Historique
L’expression est utilisée de leur création jusqu’au XVIIe siècle, avec celle de troupe de petite-paye. L’appellation troupe de petite ordonnance, qui fait référence aux troupes mobiles dites de grande ordonnance, est abandonnée après les années 1470-1480.
Leur organisation est d’abord similaire à celle des compagnies d’ordonnance : l’unité de base est la lance, composée seulement d’un homme d’armes, d’un valet et de deux archers (le coutilier et le page des lances de grande ordonnance n’existent pas). Rapidement, on leur supprime les chevaux, ce qui en fait exclusivement des troupes d’infanterie, ce qui convient à leur destination de protection des places.
Leurs effectifs passent de 900 lances à la fin du règne de Charles VII (soit 3 600 hommes) à 8 000 dans les années 1477-1483, pour redescendre à 3 500 en 1490.

## Sources
- Philippe Contamine (directeur), Des origines à 1715, Presses universitaires de France, Paris, 1992, dans André Corvisier (directeur), Histoire militaire de la France  (ISBN 978-2-13-043872-4), p. 219.